# Дикон, Ричард
Ричард Дикон (англ. Richard Deacon; род. 15 августа 1949, Бангор) — британский скульптор.

## Биография

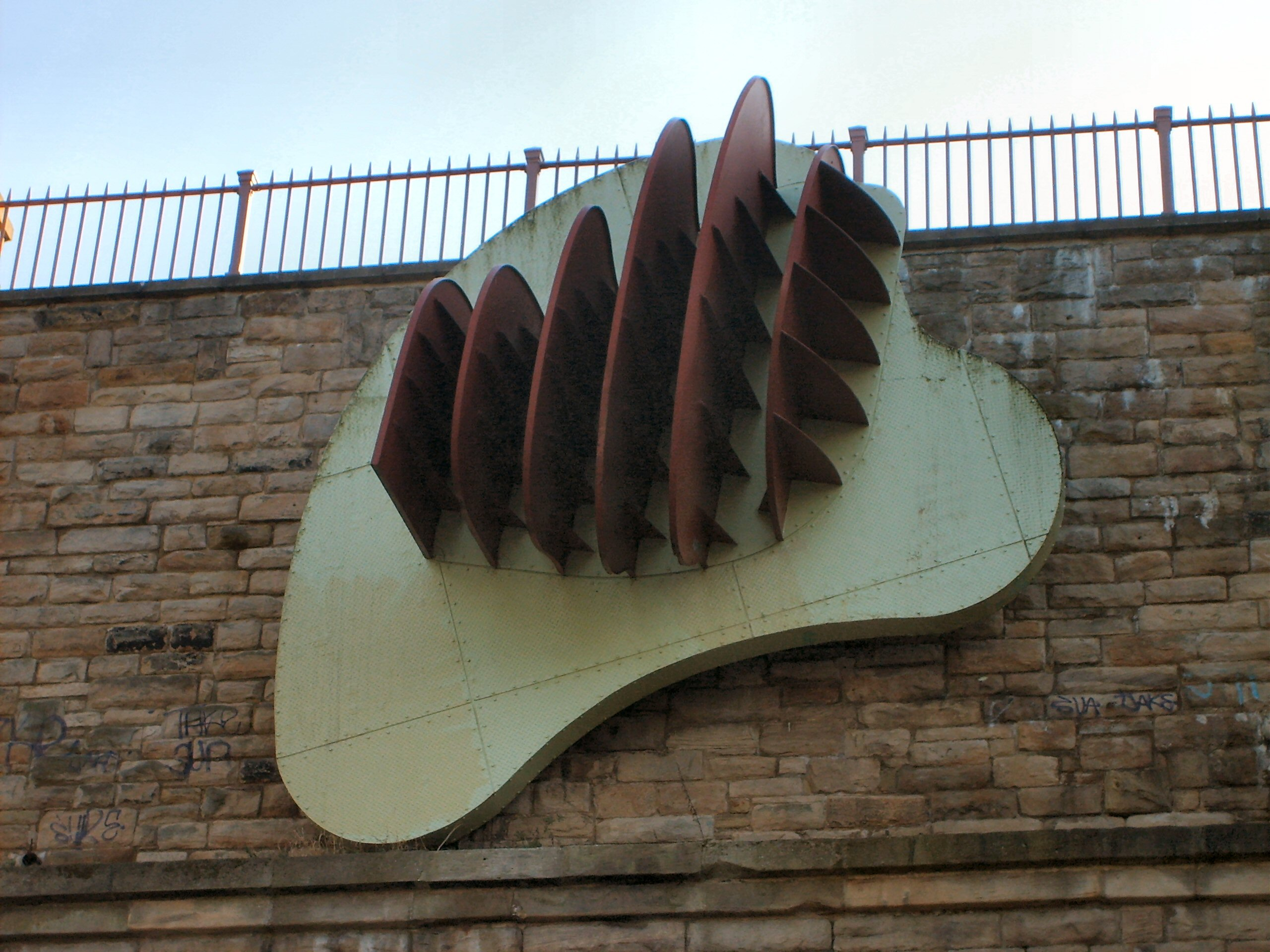
Скульптура Дикона «Once Upon A Time»

Ричард Дикон родился в Бангоре (Уэльс) в 1949 году. Учился в Сомерсетском колледже искусств в Тонтоне (1968), Школе искусств Сен-Мартина, Лондон (1970—1973) и Королевском колледже искусств (1974—1977). В 1984 году Ричард Дикон был номинирован, а в 1987 году получил Премию Тернера. Живёт и работает в Лондоне.

## Творчество
Один из членов группы «Новая британская скульптура». На ранних этапах творчества оригинальность его манеры заключалась в использовании таких когда-то немыслимых для скульптуры материалов, как линолеум, кожа, оцинкованное железо, ДСП. Кроме того, Дикон создавал увеличенные копии маленьких частей тела, таких как глаз или ухо. Подобно Вудроу и Крэггу, Дикон расширял круг своих без того разнообразных материалов и технических приемов, смешивая образы и формы. Многие скульптуры Дикона отсылают к телу, человека или животного, избегая при этом однозначной установки между формой скульптуры и названием. К примеру, неустойчивые, но очень точно рассчитанные обручи, из которых состоит «Рыба, вынутая из воды», исхитряются быть нарративно и материально сложными и в то же время создают впечатление о безупречной скульптурной работе.